# Croton allemii
Espèce
Croton allemii est une espèce de plantes à fleurs du genre Croton et de la famille des Euphorbiaceae, originaire  du Brésil (Santa Catarina) et du nord de l'Argentine.
Il a un synonyme :
- Julocroton ramboi, L.B.Sm & Downs